# Балмхорн
Балмхорн (нем. Balmhorn) — гора в Бернских Альпах, Швейцария. Её высота — 3698 метров над уровнем моря, она является наивысшей вершиной в массиве Балмхорнгруппе (нем. Balmhorngruppe). Восточнее вершины расположен перевал Лёчен. По гребню горы проходит граница между границе кантонами Берн и Вале.

## Альпинизм
Первовосхождение на Балмхорн было совершено 21 июля 1864 года, Фрэнк Уокер (англ. Frank Walker), Хорас Уокер (англ. Horace Walker) и Люси Уокер (англ. Lucy Walker) с проводниками Якобом Андереггом (нем. Jakob Anderegg) и Мельхиором Андереггом (нем. Melchior Anderegg).
Классический маршрут подъёма на Балмхорн начинается от Шпиттельматте (нем. Spittelmatte) на Геммивег (нем. Gemmiweg, тропа к перевалу Гемми), далее идёт по леднику Шварцглетчер (нем. Schwarzgletscher) и по гребню Цакенграт (нем. Zackengrat) к вершине.

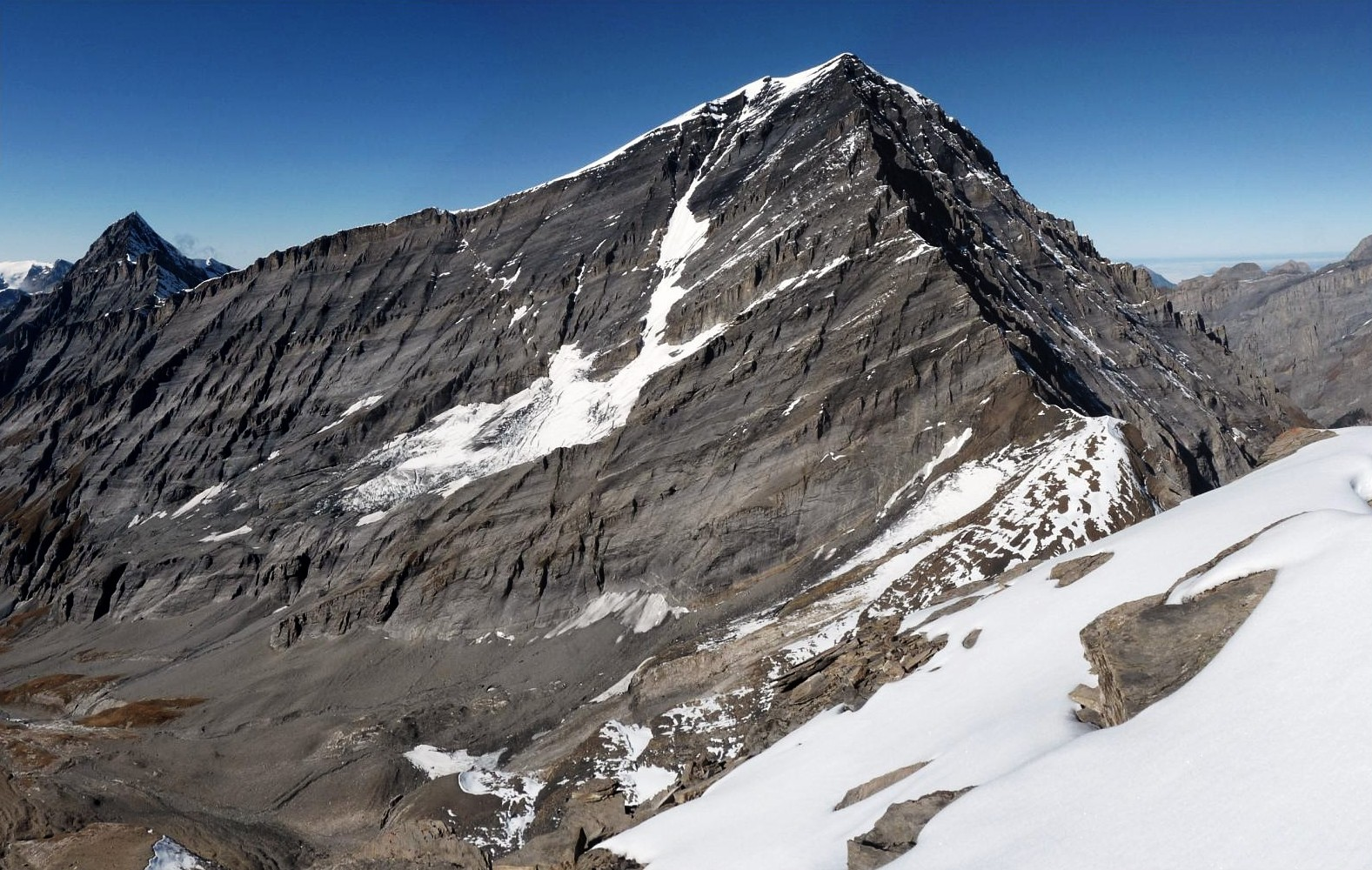
Южные склоны Риндерхорна и Балмхорна c Ферденротхорона

Переночевать перед восхождением можно в горной гостинице Шваренбах (нем. Schwarenbach, 2060 м), в которой останавливались многие известные путешественники (например, Марк Твен).